# Мање целомске протостомије
Мање целомске протостомије обухватају мање типове бескичмењака са секундарном телесном дупљом, целомом који су слабије проучени јер немају неки велики економски значај. Међутим, значајни су са биолошког аспекта. 
Припадају им следећи типови:
- Priapulida

- Sipunculida
- Echiurida

- Onychophora

- Tardigrada

- Pentastomida